# Spolia

Datarea reliefurilor de pe Arcul lui Constantin

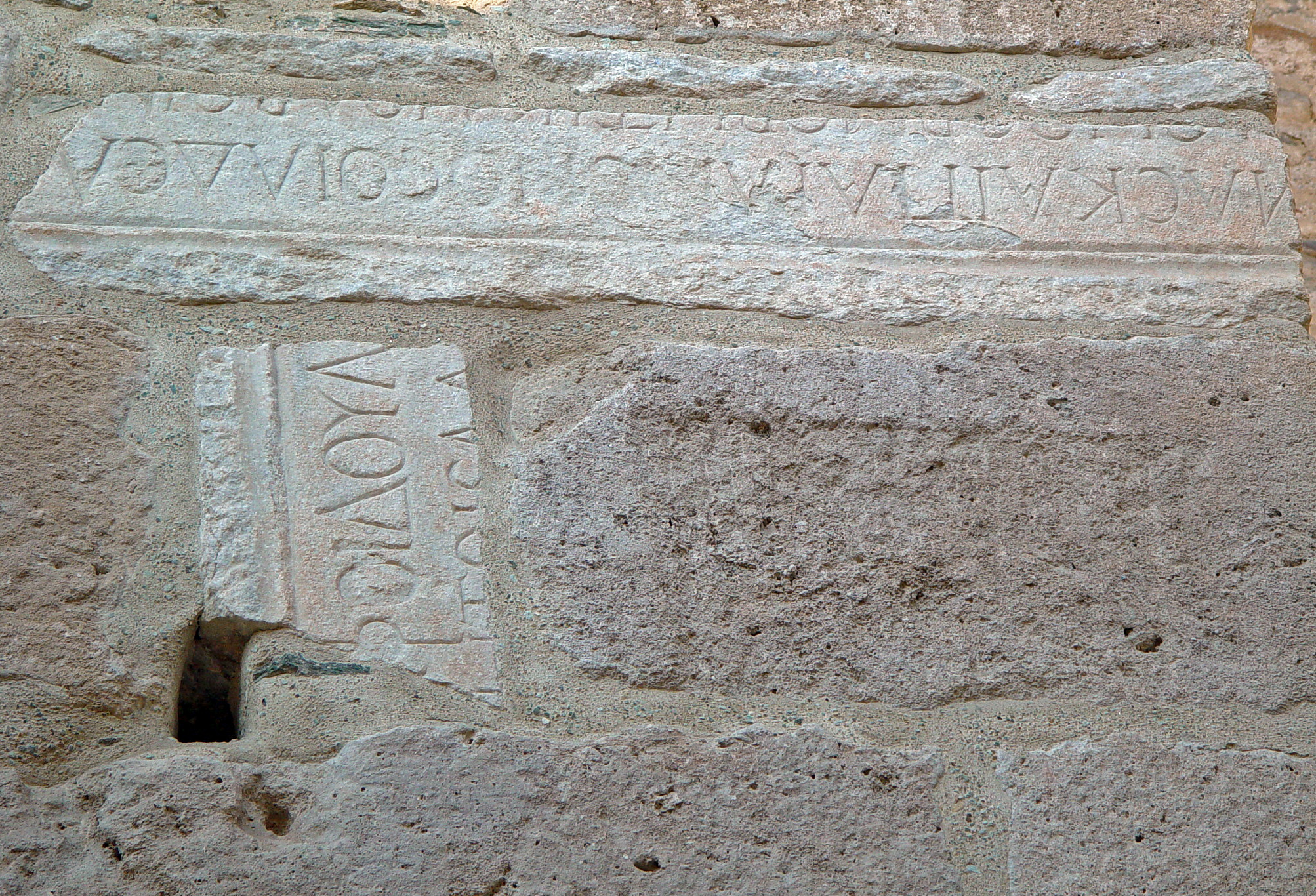
Fragmente de inscripții grecești în zidăria cetății Heptapyrgion Otoman (Yedikulé) (1431), Salonic

Spolia ( latină, „ prădări ”), piatră de construcție refolosită pentru construcții noi sau sculptură decorativă reutilizată în noi monumente, este rezultatul unei practici străvechi și foarte răspândite prin care piatra care a fost tăiată, fasonată și folosită într-o construcție, este transportată și refolosită în altă parte. Practica prezintă un interes deosebit pentru istorici, arheologi și istorici ai arhitecturii, deoarece pietrele de mormânt, monumentele și fragmentele arhitecturale ale antichității se găsesc frecvent înglobate în structuri construite secole sau milenii mai târziu. 
Arheologul Philip A. Barker oferă exemplul unei epoci romane târzii (probabil secolul I e.n.); o piatră de mormânt de la Wroxeter, care s-a putut vedea că a fost tăiată și a suferit intemperiile vremii în timpul utilizării ca parte a unui perete exterior, în secolul V a fost refolosită ca piatră de mormânt. 

## Antichitatea târzie
Practica era frecventă în antichitatea târzie. Se știe că toate structurile învechite, inclusiv fundațiile subterane, au fost demolate pentru a permite construcția de noi structuri. Potrivit lui Baxter, se consideră că două biserici din Worcester (una din secolul al VII-lea și una din secolul 10) au fost demolate, astfel încât piatra lor de construcție să poată fi refolosită de Sfântul Wulstan pentru a construi o catedrală în 1084. Și bisericile parohiale din Atcham, Wroxeter și Upton Magna sunt construite în mare parte din piatră preluată din clădirile Viroconium Cornoviorum .  

## Exemple celebre despolia
Printre exemple romane se numără Arcul lui Janus, reliefurile imperiale anterioare refolosite pe Arcul lui Constantin, coloana Bazilicii Sfântul Petru; exemple în teritoriile bizantine includ sculptura exterioară a bisericii Panagia Gorgoepikoos din Atena); în vestul medieval, țiglele romane au fost refolosite în Catedrala St Albans, în mare parte din arhitectura medievală a Colchesterului, coloane de porfir în Capela Palatină din Aachen și colonada Bazilicii Santa Maria din Trastevere. Spolia în lumea islamică medievală include coloanele din moscheile hipostile din Kairouan, Gaza și Cordoba. 

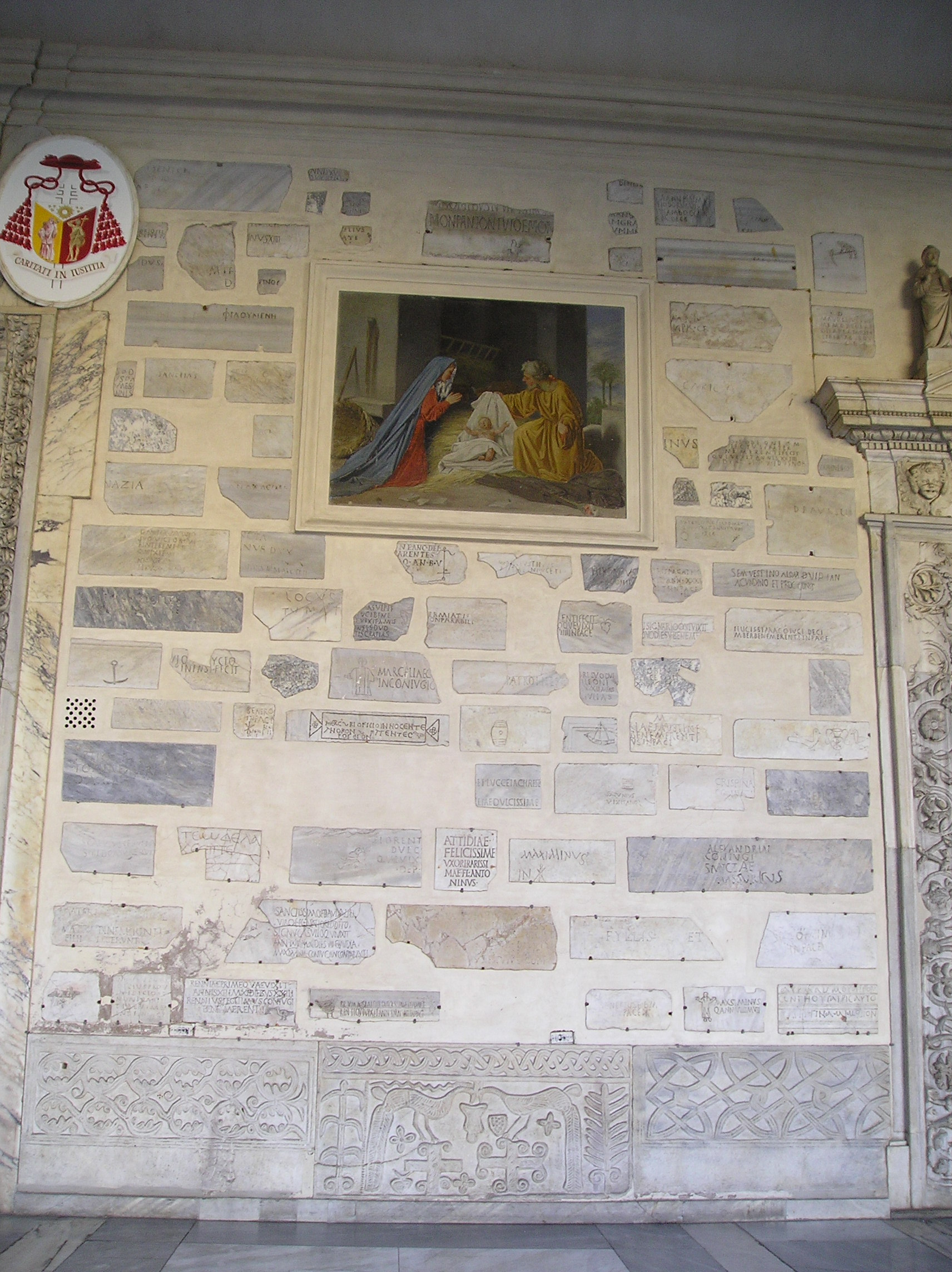
Reutilizarea unor reliefuri ca decor la biserica, Roma.

### Valoare apotropaică
Spolia avea și o valoare spirituală apotropaică. Clive Foss a remarcat  că în secolul V au fost inscripționate cruci pe pietrele clădirilor păgâne, ca la Ankara, unde au fost gravate cruci pe pereții templului Romei și al lui Augustus. Clive Foss sugerează că scopul acestei practici era să îndepărteze daimonii care pândeau ascunși în pietrele consacrate utilizării păgâne. 
Liz James extinde observația lui Foss  observând că statuile, așezate culcat și orientate spre exterior, erau încorporate cu atenție în zidurile orașului Ankara în secolul al VII-lea, într-o perioadă în care spolia erau incluse și în zidurile orașelor Milet, Sardis, Efes și Pergam: "punerea culcată a unei statui era considerată ca o punere sub control. Este un mod de a dobândi puterea zeilor rivali în propriul beneficiu", observă Liz James. „Gravarea unei cruci funcționează în mod similar, sigilând obiectul în scopuri creștine”. 